# 小雅各布村
小雅各布村（匈牙利語：Kisjakabfalva）是匈牙利巴兰尼亚州所辖的一个村。总面积6.62平方公里，总人口119，人口密度18.0人/平方公里（2011年1月1日）。